# Bloomberg News
Bloomberg News est une agence de presse américaine du groupe Bloomberg LP, spécialisée dans l'économie et la finance.
Elle est fondée en 1990 à New York par Michael Bloomberg et Matthew Winkler. Ses principaux concurrents spécialisés dans l'informatique financière[Quoi ?] sont Thomson Reuters, FactSet Research Systems, Dow Jones, et Q.I. Capital.

## Histoire
En 1990, Bloomberg installe son millième terminal chez les clients, et créé la filiale Bloomberg Business News, qui n'emploie alors que six journalistes, parmi lesquels Matthew Winkler, du Wall Street Journal, contacté l'année précédente par Michael Bloomberg pour développer son agence dans la production d'informations rédigées. La création de Bloomberg News sera la première étape d'autres développements, dans la production audiovisuelle et la presse magazine, même si la principale vocation de cette filiale reste les informations précises et factuelles à destination des clients de l'industrie et de la finance.
Le milliardaire Michael Bloomberg, propriétaire du journal, se lance dans la primaire pour l'investiture démocrate de 2020. Il demande à ses 2 700 journalistes de ne pas enquêter sur sa campagne, et par souci d’équité, d’étendre ce traitement préférentiel à ses adversaires démocrates.

### Procès en Turquie
Deux journalistes de Bloomberg News comparaissent en septembre 2019 devant les tribunaux turcs, accusés par les autorités d'avoir tenté de saboter l'économie turque après un article sur l'effondrement de la lire. Les deux journalistes font partie de dizaines de prévenus jugés dans le cadre d'un même procès, dont certains sont poursuivis pour avoir simplement posté sur les réseaux sociaux des plaisanteries sur la situation économique.